# Piran
Piran là một khu tự quản (tiếng Slovenia: občine, số ít – občina) trong vùng Obalno-kraška của Slovenia. Piran có diện tích 44.6 km2, dân số là theo điều tra ngày 31 tháng 3 năm 2002 là 16758 người. Thủ phủ khu tự quản Piran đóng tại Piran..